# Tratado de Windsor (1175)

Os principais reinos em Gaélico Irlandês

O Tratado de Windsor (1175) foi um acordo territorial feito durante o tempo da Invasão normanda na Irlanda. Foi assinado em Windsor, Berkshire pelo Rei Henrique II de Inglaterra e o Alto Rei da Irlanda, Ruaidrí Ua Conchobair (Rory O'Connor).[carece de fontes?]

## Tratado
No geral, o acordo deixou com Rory um reino que consistia a Irlanda fora do provincial Reino de Leinster (como era então), Dublin o território parar  Waterford Dungarvan, enquanto ele prestou homenagem a Henrique II, e devido a sua lealdade para com ele. Toda a Irlanda foi também assunto para as novas disposições  religiosas da bula de Laudabiliter e o Sínodo de cashel celebra (1172).[carece de fontes?]
Rory foi obrigado a pagar uma pele de vaca tratada para cada dez do gado. Os outros "reis e pessoas" da Irlanda  desfrutaram de suas terras e das liberdades tão logo eles permanecessem fiéis aos reis da Inglaterra, e foram obrigados a pagar seu tributo de couro através de Rory.
As testemunhas foram Richard de Ilchester, Bispo de Winchester; Geoffrey, o Bispo de Ely; Laurence O'Toole, Arcebispo de Dublin; William, Conde de Essex; chefe de justiça Richard de Luci; Geoffrey de Purtico, Reginald de Courtenea (Courtenay) e três de capelães da corte de Henrique.[carece de fontes?]
Os Anais de Tigernach registrou que: "Cadhla  Dubhthaigh veio da Inglaterra com o Filho da Imperatriz, para ter com ele a paz na Irlanda, e o reinado dele, tanto Estrangeiro e Gael, para Ruaidhrí  Conchobhair, e para cada provincial rei, sua província do rei da Irlanda, e as suas homenagens a Ruaidhrí." Nos Anais também estão listados a violência em curso na Irlanda no momento. O texto revela um mal-entendido do âmbito de aplicação do tratado e a matéria acordada pelos dois reis, que logo se mostrou fatal para a paz da Irlanda. Henrique viu Rory como seu subordinado dentro do sistema feudal, pagando uma renda anual em nome de todos os seus sub-reis; Rory viu a si mesmo como o restaurado Alto Rei da Irlanda, sujeito apenas a um muito acessível tributo anual para Henrique.[carece de fontes?]

## Resultados
O tratado deixou de ser cumprido muito rapidamente, como Rory foi incapaz de impedir os cavaleiros normandos de conquistar novos territórios, como bases livres, começando com assaltos em Munster e Dál Fiatach em 1177. Por sua parte Henrique foi, até agora, distante demais para suprimi-los e estava preocupado com os acontecimentos em França. Em 1177, ele substituiu William FitzAldelm com seus 10 anos de idade, filho, o Príncipe João e nomeou-o como Senhor da Irlanda.[carece de fontes?]